# اتم اگزاتیک

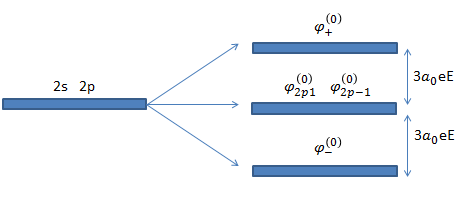
اتم اگزاتیک

یک اتم اگزاتیک (به انگیلیسی Exotic atom)  و غریب یک اتم معمولی است که در آن یک یا چند ذره زیر اتمی با ذرات دیگری با همان بار جایگزین شده اند. برای مثال، الکترون‌ها ممکن است با ذرات باردار منفی دیگری مانند میون‌ها (اتم‌های مویونیک) یا پیون‌‌ها (اتم‌های پیونیک) جایگزین شوند. از آنجایی که این ذرات جایگزین معمولاً ناپایدار هستند، اتم‌های عجیب و غریب معمولاً عمر بسیار کوتاهی دارند و هیچ اتم عجیبی که تاکنون مشاهده شده است نمی‌تواند در شرایط عادی باقی بماند.

## نیمه عمر
همان طور که گفته شد آنها اغلب نیمه عمر بسیار پایینی دارند اما به اندازه‌ای نیمه عمر دارند که در طیف‌های اتمی معلوم شوند.
یکی از معروفترین این اتم‌ها پوزیترونیوم است که در آن به جای پروتون اتم هیدروژن یک پوزیترون جایگزین شده است. این اتم در الکترودینامیک کوانتومی و در مدل کوارکونیوم بسیار مورد توجه می‌باشد.